# Litigio per gli animali di casa
Litigio per gli animali di casa (Pet Peeve) è un film del 1954 diretto da William Hanna e Joseph Barbera. È l'ottantottesimo cortometraggio della serie Tom & Jerry e il primo in cui la cameriera afroamericana Mammy Due Scarpe viene sostituita dalla coppia George e Joan che saranno i proprietari di Tom e Spike fino alla fine degli anni '50. Il film fu distribuito il 20 novembre 1954 dalla Metro-Goldwyn-Mayer.

## Trama
Tom e Spike vivono ora con George e Joan. Mentre i due si abbuffano di cibo, George è stufo di pagare le bollette per il cibo da offrire ai due animali e dice che l'unica soluzione è cacciare di casa uno dei due, ma è difficile scegliere chi. Così George e Joan lanciano una sfida: potrà restare chi fra i due catturerà un topo. Da questo inizia una lotta tra Tom e Spike, che tentano in tutti i modi di agguantare Jerry, dovendo anche combattere tra di loro: infatti, quando uno dei due riesce a catturare il topo, l'altro lo stordisce e acchiappa Jerry. Alla fine Spike e Tom intrappolano il topo in un tappeto arrotolato, che tagliano con delle spade cercando di ucciderlo, ma il loro piano fallisce in quanto tagliano le suole delle scarpe di George. L'uomo decide così di scacciare sia Tom che Spike e, insieme a Joan, di tenere Jerry come animale domestico, credendo che mangi di meno (anche se in realtà il piccolo topo nasconde nella sua tana molte cibarie). Tom e Spike se ne vanno, come ordinato dal loro padrone, portandosi però il frigorifero con sé. George ordina ai due di lasciarlo subito, ma essi non lo ascoltano e fuggono via di casa con il frigo.

## Edizione italiana
Nella versione originale Tom non parla, mentre in quella italiana viene doppiato da Franco Latini nel momento in cui legge il cartello usato da Spike per prendersi Jerry ("Deviazione") e quando il gatto ride per pochi secondi di aver imbrogliato in una scena il cane nemico.